# Évelyne Grossman
Pour les articles homonymes, voir Grossman.
 (novembre 2012).
Évelyne Grossman est une critique littéraire, éditrice et professeure de littérature française.

## Biographie
Évelyne Grossman a fait des études d'anglais parallèlement à ses études de lettres couronnées par l'obtention de l'agrégation de lettres modernes puis par un doctorat d'État en lettres à l'université Paris VII. Après un séjour en Italie, elle a enseigné comme maîtresse de conférences en littératures comparées à l'université de Bordeaux avant de rejoindre l'université Paris VII. 
Elle est professeure de littérature française à l'université Paris Diderot - Paris VII. Elle y enseigne à l'intersection de la littérature, de la philosophie et de la psychanalyse.
Elle a été présidente du Collège international de philosophie, dont elle dirigeait déjà le programme « Vérités de la littérature » de juillet 2004 à juin 2010.[Quand ?].
Elle est responsable de l'édition d'une partie de l'œuvre d'Antonin Artaud chez Gallimard (en particulier le volume de la collection « Quarto » qui reprend les textes publiés par Paule Thévenin dans les Œuvres complètes d'Artaud chez Gallimard en y ajoutant de nombreux inédits; elle a aussi publié les derniers Cahiers d'Ivry) et a dirigé les dossiers d'Europe consacrés à Maurice Blanchot (n° 901, mai 2004) et à Jacques Derrida (n° 940/941, août-septembre 2007).

## Œuvres
- Artaud/Joyce, le corps et le texte, Paris, Nathan, coll. « Le texte à l'œuvre », 1996

livre issu de sa thèse soutenue en 1994 sous la direction de Julia Kristeva pour le doctorat d'État
- L'esthétique de Beckett, Paris, SEDES, coll. « Esthétique », 1998.
- Artaud, l'aliéné authentique, Paris, Farrago - Léo Scheer, 2003.
- La défiguration : Artaud, Beckett, Michaux, Paris, Minuit, coll. « Paradoxe », 2004.
- Antonin Artaud, un insurgé du corps, Paris, Gallimard, coll. « Découvertes Gallimard/Littératures » (no 499), 2006.
- L'angoisse de penser, Paris, Minuit, coll. « Paradoxe », 2008.
- Éloge de l'hypersensible, Paris, Minuit, 2017.
- La créativité de la crise, Paris, Minuit, 2020.
- L'art du déséquilibre, Paris, Minuit, 2025.

## Édition
- Antonin Artaud, 50 Dessins pour assassiner la magie, édition et présentation d'Évelyne Grossman, Gallimard, Paris, 2004
- Antonin Artaud, Œuvres, choix de textes par Évelyne Grossman, Gallimard, Quarto, Paris, 2004.
- Antonin Artaud, Cahier d'Ivry, Janvier 1948, fac-similé, édition et présentation d'Évelyne Grossman, Gallimard, Paris, 2006
- Antonin Artaud, Cahiers d'Ivry - février 1947-mars 1948, édition Évelyne Grossman, Gallimard, Paris, 2011 - tome I (cahiers 233 à 309), tome II (cahiers 310 à 406).